# Die tödliche Falle
Die tödliche Falle ist ein britischer Kriminalfilm aus dem Jahre 1959 von Joseph Losey mit Hardy Krüger in der Hauptrolle.

## Handlung
Beschwingt läuft der aus Eindhoven stammende, junge Maler Jan van Rooyer durch London. Er hat ein Date mit einer etwas älteren Dame, der weltgewandten, französischen Tänzerin Jacqueline Cousteau, die in ihrer Wohnung sehnsüchtig auf ihn wartet. Jan ist gutgelaunt, fast übermutig und kess, doch als er in ihrer Wohnung ankommt, erwartet ihn eine böse Überraschung. Achtlos wirft er seinen Mantel fort, der über einer Frauenleiche landet. Dann sieht er zu seiner großen Verwunderung etwa 1000 Pfund Sterling auf dem Boden liegen und will sie aufheben. Plötzlich steht die Polizei in der Tür. Die Tote wird entdeckt, und der ermittelnde Scotland Yard-Inspector Morgan hat tausend Fragen. Van Rooyer ahnt Böses: sollte er in eine tödliche Falle gelockt worden sein?, denn ein mysteriöser Telefonanruf hat die Polizei in Jacquelines Wohnung gerufen. Der junge Holländer steht nunmehr als hochgradig Mordverdächtiger da und hat größte Mühe, seine Unschuld zu beweisen.
Mit Hartnäckigkeit und größter Zähigkeit befragt Morgan sein Gegenüber bezüglich seiner Beziehung zu der Toten, beider erstes Kennenlernen in einer Kunstgalerie, etwaigen Geldproblemen und seinem Alibi. Jan muss auch intime Details von seinen Rendezvous mit Madame in seinem kleinen Künstleratelier darlegen. In mehreren Rückblenden gewinnt man einen Eindruck vom Charakter dieser Liebesbeziehung zwischen dem Jungspund und der erfahrenen und abgeklärten Dame von Welt. Die Obduktion stellt derweil fest, dass Jacqueline Cousteau vermutlich erstickt worden sei. Zu dem bestimmten und hartgesottenen, aber durchaus fairen Inspector Morgan gesellt sich bald ein zweiter Vernehmer. Doch anders als sein Kollege ist Inspector Westover ein ziemlicher Ehrgeizling, der van Rooyer so rasch wie möglich überführen möchte. Lange Zeit wirkt es so, als könne van Rooyer nicht glaubhaft seine Unschuld beteuern, doch bald ergeben sich erste Zweifel.
Der Mordfall wird immer mysteriöser und undurchsichtiger, als plötzlich Assistant Commissioner Sir Brian Lewis Morgen zur Seite nimmt und ihm Informationen zukommen lässt, die die Angelegenheit in einem völlig anderen Licht erscheinen lassen. Die unverheiratete Französin hatte eine geheim gehaltene Affäre mit dem hochrangigen Briten Sir Howard Fenton, einem hohen Tier vom British Foreign Office, doch müsse dessen Name, so Sir Brians Anweisung, unbedingt aus den Ermittlungen herausgehalten werden. Fenton ist derzeit auf Auslandsmission und Deutschland und wird heute zurückerwartet. Kurzerhand nimmt Morgan van Rooyer, dem er instinktiv immer mehr zu glauben beginnt, mit zum Londoner Flughafen, um Fenton mit van Rooyer zu konfrontieren. Fenton kommt an, in Begleitung von Lady Fenton. Jan glaubt seinen Augen nicht zu trauen: Lady Fenton ist seine Jacqueline! Morgan konfrontiert „Lady Fenton“ alias Jacqueline mit Jan van Rooyer; sie behauptet jedoch steif und fest, diesen jungen Mann nie zuvor gesehen zu haben. Doch Lady Fentons Lügengebäude hält nicht lang. Im Polizeipräsidium stellt sich heraus, dass Lady Fenton vorübergehend in die Rolle der echten Jacqueline Cousteau, der Geliebten ihres Ehemannes, geschlüpft war und sich auch van Rooyer gegenüber als Jacqueline ausgab. Als Milady befürchten musste, dass ihr Diplomaten-Gatte sie für die echte Jacqueline verlassen würde, brachte sie ihre Nebenbuhlerin kurzerhand um. Der in sie verliebte Jan erwies sich durch sein Erscheinen als ideales Bauernopfer, der dadurch in Mordverdacht geriet.

## Produktionsnotizen
Die tödliche Falle war der dritte und vorerst letzte Film, den Hardy Krüger in seiner kurzen „britischen Phase“ (1957–1959) kurz hintereinander gedreht hatte. Die Inszenierung feierte im August 1959 ihre Uraufführung in London und lief am 1. Oktober 1959 in Deutschland an. In Österreich konnte man Blind Date ab dem 27. November 1959 unter dem Titel Der geheimnisvolle Treffpunkt sehen. In der DDR wurde der Streifen 1961 unter dem Titel Alles spricht gegen van Rooyen verliehen. In den USA wurde der Krimi unter dem Titel Chance Meeting verliehen und von der Kritik besprochen. Die bundesdeutsche Fernseherstausstrahlung erfolgte am 6. Juli 1964 im ZDF.
Harry Pottle und Edward Carrick waren für die Filmbauten zuständig.
Hardy Krügers Charakter im englischen Original ist ein Niederländer, in einer deutschen Synchronfassung wird er jedoch zum Deutschen. Im Jahr zuvor (1958) hatte Krüger in Deutschland in einem ähnlich konstruierten Film namens Gestehen Sie, Dr. Corda! gleichfalls einen unter Mordverdacht stehenden jungen Mann verkörpert.

## Kritiken
„Kinogänger mit einer guten Erinnerung an britische Melodramen mögen sich beschweren, dass Mr. Losey es an Witz eines Alfred Hitchcock oder der Zurückhaltung eines Carol Reed mangelt, aber niemand wird wahrscheinlich sein Händchen für visuelle Bewegungen in Abrede stellen, seinen netten Sinn für Tempo oder den einschneidenden Zynismus bei seiner Annäherung an einer überrepräsentiertes Filmgenre. (…) Der Regisseur hat sich eines straffen Szenarios bedient, das von Ben Barzman und Mallard Lampell nach Leigh Howards Roman Blind Date bearbeitet wurde und ihm eine frische und ironische Behandlung in Form eines Rückblende-Mysterykrimis zukommen lassen, in seinem Ausgang durchaus vergleichbar mit dem erwähnenswerten Film Laura. (…) Hardy Krüger ist ausgezeichnet als der Maler auf der Suche nach einer Gönnerin, Stanley Baker charakterisiert geschickt den unbeherrschten Scotland Yard-Vertreter, und Micheline Presle ist die Gesellschaftsdame, die von ihrem Liebhaber als „wie in Eis gemeißelt“ beschrieben wird und die eloquent beweist, dass Eis nicht nur frieren sondern auch brennen lässt.“

Im Lexikon des Internationalen Films heißt es: „Ein fesselnd inszeniertes, psychologisch reizvolles kriminalistisches Rätselstück mit sozialkritischer Tendenz.“
Der Movie & Video Guide schrieb: „Verblüffendes kleines Rätselspiel, das geschwätzig wird. Verliert den anfänglichen Schwung.“
Halliwell’s Film Guide charakterisierte den Film wie folgt: „Passables, vergleichsweise raffiniertes Mordpuzzle. Ziemlich düster ausschauend, aber der Inhalt sorgt dafür, dass das Interesse daran anhält.“

„„Blasiert“ nannten deutsche Kritiker den sozialkritischen Verwirr-Krimi (1959) von Joseph Losey.“

Paimann’s Filmlisten resümierte: „…trotz anfänglicher Dehnungen gewollt undurchsichtig u. atmosphärevoll inszeniert, mit – wie vor allem Krüger – eingehend gestalteten Darstellern…“